# 1998년 현대 유니콘스 시즌
1998년 현대 유니콘스 시즌은 현대 유니콘스가 KBO 리그에 참가한 3번째 시즌으로, 삼미 슈퍼스타즈, 청보 핀토스, 태평양 돌핀스 시절까지 합하면 17번째 시즌이다. 김재박 감독이 팀을 이끈 3번째 시즌으로, 김경기가 주장을 맡았다. 팀은 정규 시즌 1위에 올랐으며, 한국시리즈에서 LG 트윈스를 4승 2패로 꺾고 창단 첫 통합 우승을 달성했으며  7월 31일 조규제를 쌍방울에서 영입했는데 그 당시 현대는 7월 31일 LG로 이적한 최창호가 대부분  원포인트 릴리프로 출전해온 데다 김홍집도 1997년 초 어깨 수술 후 제 컨디션을 찾지 못하여 쓸만한 좌투수 보강을 위해 조규제를 데려왔고 조규제는 이적 후 3경기 선발등판에서 모두 승리를 챙겼다.

## 타이틀
- 방콕 아시안게임 금메달: 최원호, 박재홍
- KBO 골든글러브: 정민태 (투수), 박경완 (포수), 박재홍 (외야수), 전준호 (외야수)
- KBO 신인상: 김수경
- KBO 골든포토상: 정민태
- 매직글러브: 정민태 (투수), 박경완 (포수), 이명수 (2루수), 전준호 (좌익수)
- 스포츠서울 올해의 선수상: 정민태
- 한국시리즈 MVP: 정민태
- 올스타 선정: 이명수 (2루수), 박재홍 (외야수)
- 올스타전 추천선수: 위재영, 박경완, 김경기
- 컴투스프로야구 내일은 신인왕 라인업: 김수경 (선발투수)
- 컴투스프로야구 나때는 말이야 라인업: 최원호 (중계투수)
- 컴투스프로야구 90년대 올스타: 김재박 (감독), 김무관 (타격코치), 정진호 (주&수코치), 김시진 (투수코치), 최계훈 (불펜코치), 정민태 (선발투수)
- 컴투스프로야구 주요 외국인선수 라인업: 쿨바 (3루수)
- 컴투스프로야구 아빠와 아들 라인업: 장정석 (2루수)
- 컴투스프로야구 트레이드 사가 라인업: 박경완 (포수)
- 컴투스프로야구 선정 투수왕국의 위엄 라인업: 정민태, 정명원, 위재영, 김수경, 최원호, 박경완
- 투수 WAR: 정명원 (6.13)
- 선발등판: 정민태 (28)
- 선발승: 정민태 (17)
- 완봉: 정명원 (3)
- 이닝: 정민태 (200.2)
- 상대한 타자 수: 정민태 (825)
- 평균자책점: 정명원 (1.86) -> 구단 역대 1위(규정이닝 충족)
- 승률: 김수경 (0.750)

### 퓨처스리그
- 4사구: 정수성 (32)
- 평균자책점: 김익재 (1.60)

## 선수단
- 선발투수 : 정명원, 정민태, 김수경, 위재영, 고호봉
- 구원투수 : 최원호, 조웅천, 조규제, 최창호, 김홍집, 김익재
- 마무리투수 : 스트롱, 안병원, 홍민구, 최영필, 가내영, 노승욱
- 포수 : 박경완, 이재주, 장광호
- 1루수 : 쿨바, 황윤성, 안희봉
- 2루수 : 이명수, 염경엽, 박종호, 김인호, 장정석
- 유격수 : 박진만
- 3루수 : 김경기, 권준헌, 손차훈
- 좌익수 : 전준호
- 중견수 : 박재홍, 최만호
- 우익수 : 김광림
- 지명타자 : 이숭용, 장용대, 정인호, 정수성, 허유신

## 특이 사항
- 2군 홈구장이 원당야구장으로 변경되었다.
- 팀은 구단 사상 마지막으로 시범경기 1위를 차지했다.
- 정명원은 구단 사상 처음이자 마지막으로 단일 시즌 1점대 평균자책점을 기록했다.
- 김수경은 규정 이닝 충족 투수들 중 구단 사상 단일 시즌 최저 피안타율(0.201)을 기록했다.
- KBO 역대 3번째로 한 시즌에 한 팀에서 10승 투수 5명이 나왔으나 (정민태(17), 정명원(14), 위재영(13), 김수경(12), 최원호(10))  최원호의 10승 중 1승이[5] 구원승이었다(10선발승 이상 - 정민태(17선발승)(1위) 정명원(14선발승)(박명환과 공동 4위) 위재영(13선발승)(이강철과 공동 6위)  김수경(11선발승)(박충식 손혁과 공동 10위)).
- 쿨바는 인플레이 타구 타율 0.362로 규정 타석을 채운 타자들 중 구단 사상 단일 시즌 최고 기록을 세웠다.
- 쿨바는 이 시즌 월요일 경기 33안타 11홈런 31타점 69루타로 KBO 리그 역대 단일 시즌 월요일 경기 최다 기록을 세웠다.
- 박경완, 김경기, 전준호는 이 시즌 월요일 경기 27경기에 출전하여 KBO 리그 역대 단일 시즌 월요일 경기 최다 기록을 세웠다. 이 중 전준호는 113타석으로 최다 타석을 소화했다.
- 전준호는 이 시즌 월요일 경기 7 도루실패로 KBO 리그 역대 단일 시즌 월요일 경기 최다 기록을 세웠다.
- 최창호는 이 시즌 월요일 경기에 17번 등판하여 KBO 리그 역대 단일 시즌 월요일 경기 최다 기록을 세웠다.
- 박재홍은 호타준족 지수 35.34로 단일 시즌 구단 역대 1위에 올랐다.
- 김경기는 실책 26개를 범해 구단 사상 단일 시즌 최다 기록을 세웠다.
- 쿨바는 이 시즌 WAR 6.28로 KBO 리그 역대 외국인 3루수 단일 시즌 최고 기록, 1990년대 KBO 리그 외국인 타자 최고 기록을 세웠다.
- 팀은 KBO 퓨처스리그에서도 우승을 차지했다.
- 시즌 후 1999 신인드래프트에서 구단 사상 마지막 고졸우선지명으로 박기범을 지명하여 영입했다.

## 같이 보기
- 1997년 현대 유니콘스 시즌
- 1999년 현대 유니콘스 시즌